# Bernhard Christian Gottfried Tollens
Bernhard Christian Gottfried Tollens (30 de juliol de 1841, Hamburg, Alemanya - 31 de gener de 1918, Göttingen, Alemanya) fou un químic alemany conegut pel reactiu de Tollens emprat en la identificació de glúcids.

## Biografia
Tollens assistí a l'escola superior Johanneums a Hamburg, on fou atret per les ciències degut a la influència del seu mestre Karl Möbius. Després de graduar-se el 1857, Tollens començà a estudiar farmàcia, completant aquests estudis el 1862; després seguí estudiant química a la Universitat de Göttingen al laboratori de Friedrich Wöhler primer i, a continuació, sota la supervisió de Friedrich Konrad Beilstein i de Rudolph Fittig. El 1864, Tollens presentà la seva tesi i obtingué el seu doctorat sense defensa-la degut a la intercessió de Whöler perquè Tollens pogués acceptar i començar un treball atractiu en una fàbrica de bronze. No obstant això, Tollens deixà la feina després de només sis mesos i s'uní al grup d'Emil Erlenmeyer a la Universitat de Heidelberg durant sis mesos. Després anà a treballar amb Charles Adolphe Wurtz a París i, durant 11 mesos, fou el cap del laboratori químic de la Universitat de Coimbra a Portugal. Però tornà amb Wöhler, el seu antic professor, a Göttingen el 1872 i hi restà fins a la seva mort ocupant diferents càrrecs. Fou durant aquest temps a Göttingen on començà el seu treball sobre els glúcids i la majoria de les seves publicacions. Entre els seus treballs destaquen la descripció de les estructures de diversos glúcids i la preparació del reactiu de Tollens per identificar-los.